# Aubermesnil-aux-Érables
Aubermesnil-aux-Érables är en kommun i departementet Seine-Maritime i regionen Normandie i norra Frankrike. Kommunen ligger i kantonen Blangy-sur-Bresle som tillhör arrondissementet Dieppe. År 2022 hade Aubermesnil-aux-Érables 201 invånare.

## Befolkningsutveckling
Antalet invånare i kommunen Aubermesnil-aux-Érables
| Referens: INSEE |